# Sistema Nacional de Cartografía de Zonas Inundables
El Sistema Nacional de Cartografía de Zonas Inundables, también denominado SNCZI, es una herramienta que permite visualizar los estudios de delimitación de dominio público hidráulico y los estudios de cartografía de zonas inundables elaborados por el Ministerio de Agricultura, Pesca y Alimentación; el Ministerio de Transición Ecológica; y las respectivas consejerías de los gobiernos de las distintas comunidades autónomas de España.

## Marco legal
La Directiva 2007/60/CE del Parlamento Europeo y del Consejo de 23 de octubre relativa a la evaluación y gestión de los riesgos de inundación, establece la obligación de cada Estado Miembro a elaborar mapas de peligrosidad y mapas de riesgo de las zonas geográficas que podrían inundarse según los escenarios siguientes:
1. Probabilidad alta de inundación (periodo de retorno igual a 10 años, T=10 años)
2. Probabilidad frecuente de inundación (periodo de retorno igual a 50 años, T=50 años)
3. Probabilidad media u ocasional de inundación (asociada a un período de retorno de 100 años, T=100 años)
4. Probabilidad baja o excepcional de inundación (período de retorno igual a 500 años, T=500 años)

En el artículo 6 de dicha directiva se indica además de los escenarios mencionados, los elementos que deben indicarse en los mapas de peligrosidad:
- Extensión de la inundación.
- Calados del agua o nivel de agua.
- Velocidad de la corriente o el caudal de agua correspondiente.

Por el contrario, los mapas de riesgo deben indicar las consecuencias adversas potenciales asociadas a la inundación de los escenarios ya mencionados:
- Número de habitantes que pueden verse afectados.
- Tipo de actividad económica de la zona que puede verse afectada.
- Instalaciones que puedan ocasionar contaminación accidental en caso de inundación.
- Zonas protegidas que también puedan verse afectadas.
- Cualquier otra información que el Estado Miembro considere útil.

La directiva fue transpuesta a la legislación española mediante el Real Decreto 903/2010 de 9 de julio relativa a la evaluación y gestión de los riegos de inundación, dedicando el capítulo III a los mapas de peligrosidad y de riesgo, describiendo los siguientes aspectos:
- Los encargados de realizar los ya mencionados mapas serán los organismos de cuenca en las cuencas intercomunitarias y las Administraciones competentes en las cuencas intracomunitarias, en colaboración con las autoridades de Protección Civil. A ellos se incluyen las administraciones competentes en materia de costas.
- Se establece un plazo de consulta pública de un mínimo de tres meses.
- La información obtenida en la elaboración de los mapas se integrara al SNCZI y al Registro Central de Cartografía .
- Los mapas de peligrosidad y de riesgo de inundación constituirán la información fundamental en que se basarán los Planes de gestión del riesgo de inundación.
- La información obtenida correspondiente a las cuencas hidrográficas compartidas con otros países se intercambiará con los mismos.
- Los mapas de peligrosidad y de riesgo de inundación deberán elaborarse antes del 22 de diciembre de 2013.

## Catálogo de información disponible
Los servicios de mapas de peligrosidad y riesgo incluidos en la carpeta “Áreas de
Riesgo Potencial Significativo de Inundación”, y sus enlaces a sus respectivos
documentos descriptivos, son los siguientes:
| Inundaciones de origen fluvial | Inundaciones de origen fluvial | Inundaciones de origen marino                                                                                                 | Inundaciones de origen marino |
| --- | --- | --- | --- |
| Mapas de peligrosidad | Mapas de riesgo de inundación | Mapas de peligrosidad | Mapas de riesgo de inundación |
| - Peligrosidad por inundación fluvial T=10 años. - Peligrosidad por inundación fluvial T=100 años - Peligrosidad por inundación fluvial T=500 años | Para cada periodo de retorno (T): - Riesgo a la población - Riesgo a las actividades económicas - Riesgo en puntos de especial importancia - Áreas de importancia medioambiental | - Peligrosidad por inundación marina. Nivel y olas. T=100 años - Peligrosidad por inundación marina. Nivel y olas. T=500 años | Para cada periodo de retorno (T): - Riesgo a la población - Riesgo a las actividades económicas - Riesgo en puntos de especial importancia - Áreas de importancia medioambiental |